# Lotus 100T
Lotus 100T je Lotusov dirkalnik Formule 1, ki je bil v uporabi v sezoni 1988, ko sta z njim dirkala Nelson Piquet in Satoru Nakajima. Nakajima je v sezoni dosegel le eno točko s šestim mestom na prvi dirki sezone za Veliko nagrado Brazilije, precej uspešnejši pa je bil Piquet, ki je kot najboljšo uvrstitev dirkalnika Lotus 100T osvojil tri tretja mesta na Velikih nagradah Brazilije, San Marina in Avstralije. Skupno je Lotus zasedel peto mesto v konstruktorskem prvenstvu s triindvajsetimi točkami.